# Lou Correa
Lou Correa, né le 24 janvier 1958 à Anaheim, est un homme politique américain. Membre du Parti démocrate, il est élu à la Chambre des représentants des États-Unis pour le 46e district de Californie en 2016.